# Allah

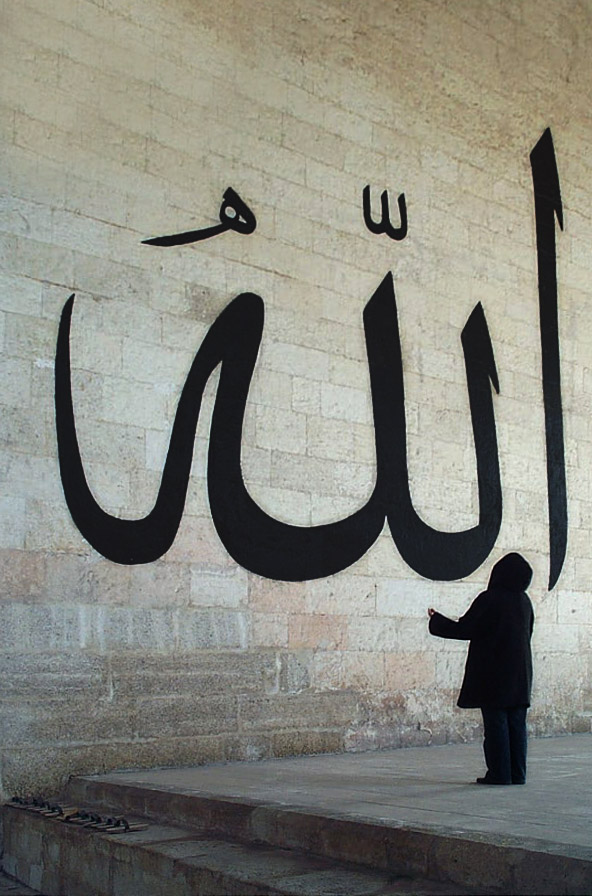
Allāh-Kalligraphie in der Alten Moschee (Eski Cami), Edirne, Türkei

Allah (arabisch الله, DMG Allāh, ʔalˤːɑːh Ausspracheⓘ) ist das Wort für Gott in der arabischen Sprache.
Im Islam wird das Wort auch als Eigenname für Gott verwendet. Des Weiteren wird der Name in der heiligen Schrift der Sikhs (Adi Granth) sowie auf Maltesisch verwendet, das von der arabischen Sprache abstammt. Das Wort wird ebenso von arabischsprachigen Juden und Christen als Gottesbezeichnung gebraucht und wird daher auch in arabischen Bibelübersetzungen verwendet. In westlichen Ländern (mit Ausnahme Maltas) jedoch wird das Wort Allah nahezu ausschließlich als Bezeichnung für den einen Gott nach der islamischen Gottesvorstellung verstanden. In islamisierten Gebieten Zentralasiens assimilierte sich der Schöpfergott Tengri ebenfalls an das Wort Allah. Allah gilt dem Eigenverständnis des Islams nach als derselbe Gott, wie der im Judentum und Christentum, ist allerdings weniger personhaft, mehr eine geheimnisvolle Macht, die hinter allen Aspekten des Universums steht und lediglich durch seine Zeichen der Schöpfung, Offenbarung und Vermittler (Engel, Propheten) erkannt werden kann.

## Wortherkunft
Sprachgeschichtlich ist allāh verwandt mit dem hebräischen ʾelôah, gebräuchlicher in der Pluralform ʾelōhîm (hebräisch אלהים). ʾelôah / ʾelōhîm bedeutete ursprünglich wahrscheinlich „Starker“, „Mächtiger“. ʾelōhîm wird in der Bibel gewöhnlich mit „Gott“ übersetzt, jedoch an gewissen Stellen auch für Engel. In der jüdischen Überlieferung wird Gott mit dem Ausdruck ʾelōhîm als Schöpfer und Richter bezeichnet, während JHWH hauptsächlich die barmherzigen Aspekte Gottes enthält. Auch im Aramäischen, das ebenfalls zur semitischen Sprachfamilie gehört, sagt man alah bzw. alāhā, je nach Dialekt auch mit der Sprachfärbung alōhō, d. h. mit offenem o.
Die islamische Traditionsliteratur berichtet, dass allāh bei den Polytheisten bekannt gewesen sei und Mohammeds Vater den Namen Abdullah getragen habe. Archäologisch gesichert ist hingegen die vorislamische Verwendung von Allah durch Christen in Umm al-Ǧimāl.
Es werden zwei alternative sprachgeschichtliche Hypothesen vertreten. Der ersten zufolge ist das Wort allāh durch Silbenellipse aus dem arabischen الإله / al-ʾilāh / ‚die Gottheit‘ entstanden, was als „Der Gott (per se)“ zu interpretieren ist und somit dem Prinzip des Tauhīd (arabisch توحيد, DMG Tauḥīd ‚Einheit [Gottes]‘) entspricht; der zweiten zufolge durch Übernahme des aramäischen alāhā, was Joshua Blau als unbegründet zurückweist. Für die erste Hypothese sprechen:
- der Beginn mit den Buchstabenkombination Verbindungsalif + Lām, welcher ausschließlich beim bestimmten Artikel al- und damit verwandten Sprachelementen vorkommt
- die phonetische Verstärkung des lām, welche ebenfalls auf den Artikel hinweist
- das Schriftbild, das zwei lām hintereinander aufweist und somit ebenfalls den Artikel zum Vorschein treten lässt
- das typische Auftreten der Silbenellipse in anderen Wörtern des Arabischen (z. B. „Menschen“: an-nās von al-unās)
- die vorislamische Inschrift von Zabad, in welcher auf Gott unter Verwendung der Form al-ilāh Bezug genommen wird.

Da Arabisch, Hebräisch und Aramäisch als semitische Sprachen miteinander verwandt sind, kann man auch hier nachfolgende sprachliche Vergleiche ziehen:
- In der aramäischen Sprache: Alaha
- In der hebräischen Sprache: Eloah. Form pluralis majestatis: Elohim
- In der arabischen Sprache: Allah. Form pluralis majestatis: Allahumma

Die majestätische Form „Allahumma“ erklärt auch die Pluralform im Quran z. B. in Sure 2, Vers 35: „Und wir sprachen: O Adam, verweile du und deine Gattin im Garten und esset uneingeschränkt von seinen Früchten, wo immer ihr wollt! Kommt jedoch diesem Baum nicht nahe, sonst würdet ihr zu den Ungerechten gehören.“
Einer der 99 Namen Allahs ist arab. Maliku l-Mulk übersetzt: König der Könige womit auch die Form des Pluralis majestatis erklärt wird.

## Aussprache des Wortes Allah
Die korrekte Aussprache des Worts „Allah“ hängt vom Vokal ab, der unmittelbar vor dem durch Lām wiedergegebenen /l/-Laut gesprochen wird: Nach einem a oder u wird das Lām auf eine deutlich betonte Art – arabisch mufachcham / مفخم, IPA: [lˤ] – ausgesprochen, zum Beispiel im Koran-Vers 58:22: من حادَّ الله / man ḥādda llāh / ‚diejenigen, die sich Allah widersetzen‘.
Wenn jedoch der vorangehende Vokal ein i ist, dann ist das Lām im Wort Allah leicht und wird nur mit der Zungenspitze gesprochen (IPA: [l]). Dies ist zum Beispiel in der sogenannten Basmala (ِبِسْمِ اللهِ الرَّحْمنِ الرَّحيم bismi llāhi r-raḥmāni r-raḥīmi) der Fall.

## Allah im vorislamischen Arabien
Im vorislamischen Arabien glaubte man an verschiedene Götter, unter denen es auch einen Allah gab, dessen genaue Funktion aber nicht gesichert ist. So formulierte Julius Wellhausen den Gedanken, dass Allah ein anderer Name für die Gottheit Hubal gewesen sei und als Mondgott fungiert habe. Demzufolge habe die Kaaba den Quraisch bereits als Heiligtum Hubals gedient, so wie man sie auch als Schrein Allahs betrachtet habe. Allerdings hätten nur die Quraisch Hubal verehrt, während Allah auch von vielen anderen Stämmen als höchster Gott verehrt worden sei, dem die Kaaba als Schrein gewidmet war. Dies galt noch etwa 100 Jahre vor Mohammeds Zeit. Später jedoch sei Allah von den Quraisch durch Hubal verdrängt worden. Allah wird in dieser Epoche als Hochgott im Hintergrund bzw. Deus otiosus verstanden, der auf den semitischen Gottesbegriff El zurückgeführt wird und die Rolle eines Schöpfergottes einnahm, sonst aber nicht in das Geschehen der Menschen eingriff.

## Aussagen im Koran

Das Wort Allah enthaltendes Glaubensbekenntnis des Islam als Schriftzug auf der Flagge Saudi-Arabiens

Der Koran beschreibt Allah wie folgt:

„(22) Er ist Gott, außer dem es keinen Gott gibt. (Er ist es) der über das, was verborgen, und was allgemein bekannt ist, Bescheid weiß. Er ist es, der barmherzig und gnädig ist.
(23) Er ist Gott, außer dem es keinen Gott gibt. (Er ist) der hochheilige König, (dem) das Heil (innewohnt). (Er ist es) der Sicherheit und Gewißheit gibt(?), der Mächtige, Gewaltige und Stolze. Gott sei gepriesen! (Er ist erhaben) über das, was sie (d. h. die Ungläubigen) (ihm an anderen Göttern) beigesellen.
(24) Er (allein) ist Gott, der Schöpfer, Erschaffer und Gestalter. Ihm stehen (all) die schönen Namen zu. Ihn preist (alles), was im Himmel und auf der Erde ist. Er ist der Mächtige und Weise.“

„(1) Sprich: Gott ist Einer,
 (2) Ein ewig reiner,
 (3) Hat nicht gezeugt und ihn gezeugt hat keiner,
 (4) Und nicht ihm gleich ist einer.“

Im Koran werden noch andere Aussagen über Allah getroffen. So wird in Sure 14:19 ausgesagt, dass er in Wahrheit die Himmel und die Erde erschuf. Er lässt vom Himmel Wasser herabregnen, von dem die Menschen trinken können und aus dem Sträucher entstehen, in dem sie ihr Vieh weiden lassen können (Sure 16:10). Allahs zentrale Eigenschaft ist, dass er von seinen Schöpfungen unabhängig ist. Er ist zeitunabhängig – Gott ist vor der Zeit gewesen und wird nach Ablauf der Zeit bleiben. Er ist kein Teil der materiellen Welt. Gott hat der islamischen Definition gemäß kein Geschlecht, keine Kinder und ganz allgemein keine Partner, noch gibt es gleichwertige Wesen. Des Weiteren ist Gott allgegenwärtig, allmächtig und allwissend, d. h., er weiß zu jedem Zeitpunkt, was an jedem Ort geschieht, geschah und geschehen wird sowie was geschehen könnte, wenn ein (vorhergesehenes) Ereignis nicht stattfinden würde.
Wie können wir die heilige Natur Allahs, der ja unsichtbar ist und dem alle Vollkommenheit und Majestät zugeschrieben wird erkennen? Es gibt nur eine Möglichkeit, das Göttliche zu erkennen. diese besteht darin, dass wir das Universum, das von Allah geschaffen ist, betrachten. So heißt es im Koran: Wahrlich, in der Schöpfung der Himmel und der Erde und in der Aufeinanderfolge von Nacht und Tage sind fürwahr Botschaften für alle, die mit Einsicht versehen sind, ... Oh unser Erhalter! Du hast nicht (irgendetwas von) diesem ohne Sinn und Zweck erschaffen. 3:190-191 nach Muhammad Asad

## Die 99 Namen Allahs
Allāh (der Gott) ist der einzige (Quasi-)Eigenname Gottes im Islam. Die sprichwörtlich gewordenen 99 Namen Allahs sind lediglich Attribute, die aber nicht alle im Koran verankert sind. Einige Namen Gottes aus dieser Liste stammen aus den Hadithen, den überlieferten Worten des Propheten Mohammed. Zum Beispiel kommt der 91. Name Ad-Dārr („Der Verletzer/Gefährder“) nur in den Hadithen vor. Im Koran gibt es in Wirklichkeit mehr als 99 Attribute. Es sind ungefähr 114. Die Liste der 99 Namen stellt im Koran neben einer Reihe anderer Attribute daselbst die „Schönsten Namen“ (al-asmāʾu l-ḥusnā) dar. Aus allen im Koran erwähnten Attributen leiten sich gebräuchliche arabische Vornamen ab, z. B. neben Abdullah („Diener Allahs“) auch Abdul Hayy („Diener des Lebendigen“), Abdul Madschid („Diener des Ruhmreichen“). Dabei ist zu beachten, dass es sich jeweils um den Superlativ der genannten Eigenschaften handelt („der Allbarmherzige“, „der Allmächtige“, „der Allsehende“ usw.)

## Rolle im Islam
Allah ist gemäß Sure 112 der Schöpfer des Universums, der weder gezeugt noch erschaffen wurde und dessen Existenz durch die Großartigkeit und Gesetzmäßigkeit des Universums belegt wird. Die Einzigartigkeit und Einheit (tauhid) Allahs bildet die Grundlage des islamischen Glaubens und wird auch im Bekenntnis (Schahada) betont. Allah wird im Koran 2699 mal genannt. Seit Mohammed entwickelten sich unterschiedliche Vorstellungen und Auslegungen um die Eigenschaften Allahs. Dabei reicht die Vorstellung von Allah als auf einem Thron sitzenden Herrscher mit anthropomorphen Eigenschaften bis hin zu panentheistischen Auslegungen, die vor allem in der islamischen Mystik vorzufinden ist. In Teilen der ismailitischen und alawitischen Gruppen, finden sich zudem teilweise gnostische Gottesvorstellungen.

### Konzepte
- Muʿtazila: Die im Koran genannten anthropomorphisierenden Attribute Allahs werden allegorisch verstanden.[19] Weitere Attribute neben Allah werden abgelehnt, da sie die Existenz mehrerer ewiger Dinge voraussetzen würden, doch sei die Ewigkeit nur Allah vorbehalten. Allmacht, Allwissenheit und Ewigkeit sind nicht als separate Eigenschaften, über die Allah verfügt, zu verstehen, sondern sie sind Bestandteil seiner Essenz. In diesem Sinne gilt auch Allahs Wort (der Koran) als erschaffen und nicht ewig. Darüber hinaus gilt Allah nicht als Urheber des Bösen, sondern als Befürworter des freien Willens. Demgegenüber halten die Mu'taziliten die bösen Entscheidungen der Geschöpfe für die Ursache des Bösen.[20]
- Sunniten (Kalam): Die Aschariten unterteilen die Attribute Allahs in rationale Attribute, die durch den Verstand Allah zugeschrieben werden können (Leben, Wissen, Allmacht, Hören, Sehen, Rede, Ewigkeit), und solche, die durch die Offenbarung erkannt werden können (Hand, Gesicht, Auge etc.). Diese gelten als weder den Menschen gleich, noch als Metaphern.[21] Maturidi hält an der Einzigartigkeit Allahs fest; doch könne der Mensch nur begreifen, was er kennt. Die Beschreibungen Allahs seien daher Analogieschlüsse, die gebraucht werden, um Allahs Essenz zu verstehen. Eigenschaften, die nicht im Koran genannt werden, dürfen daher auch nicht verwendet werden. Diese Eigenschaften werden dabei mit den 99 Namen Allahs identifiziert. Die Eigenschaften Leben, Wille, Hören, Sehen, Rede und Erschaffen könnten ohne Offenbarung aus der Beobachtung der Welt selbst abgeleitet werden.[22]
- Sufismus: Vertreter des Wahdat al-Wudschud verstehen Allah als allgegenwärtig und allumfassend; identisch mit der reinen Wirklichkeit (al-ḥaqq), dessen Attribute sich in der Schöpfung manifestieren.[23]
- Alewitentum: Ähnlich der Vorstellung im Sufismus, gilt Allah als allgegenwärtig. Einer üblichen Vorstellung offenbart sich das Göttliche im Herzen (qalb) der Menschen.[24] Nach einer geläufigen alewitischer Auffassung erschuf Allah die Welt, damit sie sein Wesen widerspiegele und dadurch erkannt werden kann.[25]
- Salafismus, Wahhabismus: Die im Koran erläuterten Eigenschaften Allahs werden ohne weitere Interpretation akzeptiert. Um dennoch die Einzigartigkeit Allahs zu gewähren, dürfen sie aber nicht mit den Eigenschaften des Menschen verglichen werden (z. B. „im Himmel auf dem Thron sitzend“ oder „Allahs Hände“)[26] Salafisten stehen durch ihre Ansichten häufig im Widerspruch zu vorherrschenden Positionen.[27]

### Schöpfungstheorien
Muslimische Theologen und Philosophen stimmen mit nur wenigen Ausnahmen darüber überein, dass Allah der Ursprung der Existenz des Kosmos ist. Uneinigkeit besteht darin, wie Allah den Kosmos erschafft und welche Kausalität bestehe. Es gibt drei konkurrierende Modelle. Die meisten Philosophen nahmen eine Emanationstheorie (fayaḍān) an. Die Theologen zogen meistens einen Okkasionalismus (iḥdāth) vor. Die dritte Theorie, häufig in der islamischen Mystik vertreten, versteht die Welt als die Manifestation einer einzigen Realität (maẓhir).
Die Emanationstheorie besagt, 1) dass das Universum seit Ewigkeit von Allah ausgeht 2) es eine kausale Vermittlung zwischen den unteren und den höheren Dingen gibt (i.e. die unteren Dinge kommen nicht direkt von Allah, sondern von den höheren Dingen). Allah gilt als die einzige notwendige Existenz,  der Rest der Schöpfung als kontingent. Da Allah "wissend" und "vollkommen" ist, muss Allah sich selbst vollkommen kennen, und wissen, dass er die Ursache aller Existenz ist. Um aber perfektes Wissen um eine Ursache zu haben, muss er auch den Effekt der Ursache kennen. Nach dem Modell von ibn Sina weiß der Mensch um eine Sache x durch die Existenz einer anderen Sache x' ({\displaystyle X\rightarrow X'}), während  Allahs Wissen um x die Existenz von x aufgrund der Allwissenheit weiß ({\displaystyle X\rightarrow X}). Demnach würde Allah den Kosmos ewig erschaffen haben. Eine Erschaffung des Universums zu einem bestimmten Zeitpunkt impliziere eine Veränderung im Willen des Schöpfers und sei daher mit dessen Einfachheit (Tauhid) unvereinbar.
Die Theologen empfanden die Emanationstheorie wenig überzeugend, würde sie Allah zu sehr als ein Naturphänomen gleichstellen und auch seine Freiheit einschränken. Stattdessen hätte Allah die Welt an einem bestimmten Zeitpunkt aus dem Nichts erschaffen. Die Herausforderung für die Theologen bestand nun darin zu erklären, was diese Entscheidung zu einem bestimmten Zeitpunkt die Welt zu erschaffen, verursacht haben kann. Wenn Allah die Ursache aller Dinge ist, kann es keine externe Ursache geben, die Allah dazu bewegt hat, das Universum zu wollen. Al-Ghazālī erklärt, Allah habe die Schöpfung zu einem bestimmten Zeitpunkt t gewollt. Der Wille das Universum zu erschaffen habe aber in der Ewigkeit für den Zeitpunkt t existiert.
Eine Variante der Theorie der Manifestation einer einzigen Realität lässt sich besonders bei Mulla Sadra wieder finden, der von Muhyī d-Dīn Ibn ʿArabī inspiriert wurde. Nach Mulla Ṣadra ist nur Allah ewig und Perfekt, das Universum, inklusive seiner Bewohner, in ständiger Veränderung. Auch die Propheten des Islam und die Engel wurden in das universalistische Gottesverständnis eingebunden. Nach Heydar Amuli, der auf Ibn Arabis Metaphysik aufbaut, seien die Engel die Repräsentanten Allahs schöner Namen (und Satane der herrischen Namen Allahs).

### Wahdat al-Wudschud
Das Gottesbild des Islams war zur Zeit des Osmanischen Reiches weitgehend von dem Gedanken der Wahdat al-wudschūd beeinflusst. Das Prinzip der Wahdat al-Wudschud durchzog die osmanische Kultur, die Religion und die Politik, und sowohl Berater als auch Direktoren für Schulen waren häufig Schüler der Philosophie des andalusischen Gelehrten und Mystiker Muhyī d-Dīn Ibn ʿArabī Philosophie. Ibn Arabi interpretierte dies aus dem Koran auf dem Wege der Metaphysik. Der Gedanke könnte aber auch schon 200 Jahre zuvor, als ein Ergebnis der Weltanschauung der Türken, in Turkestan entstanden sein. In diesem Raum entstand auch der erste türkische Sufi-Orden, die Yesevi-Tariqa, der erheblichen Einfluss auf Hadschi Bektasch hatte. Dieser hatte, wie auch Rūmī, nachhaltigen Einfluss auf das Islamverständnis der Türken in Anatolien. Der Ausdruck selbst wurde allerdings erst von den Schülern Ibn Arabis verwendet. Zentral für muslimische Türken war die Suche nach Allah in der Welt, Allah könne aber nur mittels eines „reinen Herzens“ gefunden werden. Häufig könne dieser Zustand erst nach dem Tod erreicht werden. Eine solche Interpretation des Todes findet sich auch in Rumis Masnawī. Demnach würde durch das Sterben das Lebewesen in eine jeweils höhere Daseinsform getragen, bis es zum göttlichen Universum als Äon (arabisch آن, DMG ān) zurückkehre. Den Tod als Übergang oder Transformation zu verstehen, deckt sich ebenfalls mit den vor-islamischen türkischen Glaubensvorstellungen.

## Rezeption im Christentum
Für das Christentum stellt sich – gerade mit Blick auf den interreligiösen Dialog – die Frage, ob Allah und der Gott der Bibel identisch sind. Die römisch-katholische Kirche beispielsweise verabschiedete am 28. Oktober 1965 im Zuge des Zweiten Vatikanums die für alle römischen Katholiken verbindliche Erklärung Nostra Aetate, in der es in Teil 3, der allerdings erst nach arabischen Protesten gegen die alleinige Ausrichtung der Erklärung auf das Judentum hinzugefügt wurde, heißt:

„Mit Hochachtung betrachtet die Kirche auch die Muslime, die den alleinigen Gott anbeten, den lebendigen und in sich seienden, barmherzigen und allmächtigen, den Schöpfer des Himmels und der Erde, der zu den Menschen gesprochen hat. Sie mühen sich, auch seinen verborgenen Ratschlüssen sich mit ganzer Seele zu unterwerfen, so wie Abraham sich Gott unterworfen hat, auf den der islamische Glaube sich gerne beruft. Jesus, den sie allerdings nicht als Gott anerkennen, verehren sie doch als Propheten, und sie ehren seine jungfräuliche Mutter Maria, die sie bisweilen auch in Frömmigkeit anrufen. Überdies erwarten sie den Tag des Gerichtes, an dem Gott alle Menschen auferweckt und ihnen vergibt. Deshalb legen sie Wert auf sittliche Lebenshaltung und verehren Gott besonders durch Gebet, Almosen und Fasten.“

Gemeinsam glauben Christen und Muslime an den Schöpfergott, der ihrem Glauben nach Himmel und Erde schuf:

„Im Anfang schuf Gott Himmel und Erde.“

heißt der erste Vers der Genesis der Bibel; eine ähnliche Aussage in Bezug auf Gott ist auch im Koran vorzufinden:

„Er ist es, der euch alles, was auf der Erde ist, geschaffen und sich hierauf zum Himmel aufgerichtet und ihn zu sieben Himmeln geformt hat. Er weiß über alles Bescheid.“

Viele Christen evangelikaler Prägung lehnen die Gleichsetzung des in der Bibel offenbarten Gottes mit dem koranischen Allah ab. Eine der Begründungen dieser Sichtweise ist das zentrale Bekenntnis des Islam, dass Allah keinen Sohn habe (z. B. Sure 2,116; 6,101; 72,3; 112,1–4). Dazu im Gegensatz – so die Meinung vieler evangelikaler Christen – stehe das Grundbekenntnis des Neuen Testaments, das Gott als den „Vater unseres Herrn Jesus Christus“ (z. B. Röm 15,6 ; Eph 1,3 ; Kol 1,3 ; 1 Petr 1,3 ) identifiziert.
Der damalige Ratsvorsitzende der Evangelischen Kirche in Deutschland, Wolfgang Huber, vertritt die Ansicht, dass keine Aussage darüber getroffen werden kann, ob der Gott, den Christen anbeten, mit dem Gott, den Muslime anbeten, identisch ist. Huber sieht nur eine Aussage über das Bekenntnis zu Gott als möglich. Hier vertritt er die Ansicht, dass Christen sich zu einem anderen Gott als Muslime bekennen. Zitat: „Ob Gott derselbe Gott ist, muss man ihm selber überlassen. Als Menschen können wir nur über das Gottesbekenntnis urteilen. Wir haben als Christen keinen Grund zu sagen, wir würden uns zum gleichen Gott wie die Muslime bekennen.“